# 普羅維登斯私募企業
普羅維登斯私募企業集團股份有限公司，簡稱普羅維登斯私募企業集團股份，以及普羅維登斯私募企業集團（英語：Providence Equity Partners LLC），在1989年，由約翰頓·梅頓·尼遜（首席執行官，電視廣播有限公司前非執行董事）於美國罗德岛州普罗维登斯（總部）成立一家私人股权投资公司。
辦事處則已有5家，包括北京、香港、新德里、紐約和倫敦，業務主要投資媒體、通信、教育和資訊投資。已投資全球企業達至130家。事實上，其管理基金資產已達至280億美元，持有有價證券金額為45億美元。
它們投資包括華納唱片集團、西方無綫通信股份有限公司、YES網絡等。而最為人熟悉，便是在2011年1月下旬，普羅維登斯私募企業集團，和王雪紅財團，以及陳國強聯手以每股$55港元购入1.138亿股，收購香港電視廣播有限公司（TVB）26%股權，總代價為62.6億港元。
2016年6月7日，該公司出售26%，Young Lion Holdings Limited股權，買家為黎瑞剛。當出售後，以收盤26港元計算，在2011年以每股$55港元购入1.138亿股香港電視廣播有限公司股份，便損失52.73%。此外，創辦人約翰頓．梅頓．尼遜也因為事務繁忙，而退出電視廣播有限公司董事職務，而替任董事黃伊，也因為上述事件而退任。

## 連結
- provequity.com （页面存档备份，存于）